# Ozar Airport
Ozar Airport är en flygplats i Indien.   Den ligger i distriktet Nashik och delstaten Maharashtra, i den centrala delen av landet, 1 000 km söder om huvudstaden New Delhi. Ozar Airport ligger 596 meter över havet.
Terrängen runt Ozar Airport är platt, och sluttar brant österut. Runt Ozar Airport är det tätbefolkat, med 636 invånare per kvadratkilometer. Närmaste större samhälle är Nashik, 18,6 km sydväst om Ozar Airport. Trakten runt Ozar Airport består till största delen av jordbruksmark.